# Pedinini
Pedinini (лат.) — триба жесткокрылых из семейства чернотелок подсемейства Tenebrioninae.

## Описание
Жуки с неразвитыми крыльями. Ширина переднеспинки больше длины. Стернит переднегруди с отростком. В строении ног имеется половой диморфизм. Личинки сапрофаги.

## Систематика
В мировой фауне около 1000 видов. В составе трибы 7 подтриб:
- подтриба Eurynotina[4]
  - Byrrhoncus Koch, 1954
  - Biolus Mulsant & Rey, 1854
  - Capidium Koch, 1954
  - Colophonesthes Koch, 1954
  - Eurynotus Kirby, 1819
  - Heteropsectropus Kaszab, 1941
  - Hirtograbies Koch, 1954
  - Isoncophallus Koch, 1954
  - Menederes Solier, 1848
  - Ograbies Péringuey, 1899
  - Oncotus Solier, 1848
  - Phaleriderma Koch, 1954
  - Phylacastus Fairmaire, 1897
  - Psectropus Solier, 1848
  - Schyzoschelus Koch, 1954
  - Stridigula Koch, 1954
- подтриба Melambiina[5]
  - Allophylax Bedel, 1906
  - Bermejoina Español, 1944
  - Gridelliopus Koch, 1956
  - Guildia Antoine, 1956
  - Hadroderus Koch, 1956
  - Hanstroemium Koch, 1953
  - Hoplarion Mulsant et Rey, 1854
  - Lasioderus Mulsant et Rey, 1854
  - Melambius Mulsant et Rey, 1854
  - Melansis Wollaston, 1864
  - Melasmana Strand, 1935
  - Minorus Mulsant et Rey, 1854
  - Otinia Antoine, 1942
  - Peyerimhoffius Koch, 1948
  - Pseudemmallus Koch, 1956
  - Tragardhus Koch, 1956
  - Zadenos Laporte, 1840

- подтриба Pedinina[1]
  - Cabirutus Strand, 1929
  - Colpotinus Fairmaire, 1891
  - Blindus Mulsant and Rey, 1853
  - Loensus Lucas, 1920
  - Pedinus Latreiile, 1796

## Распространение
Встречаются во всех зоогеографических областях.